# Theroscopus rotundator
Theroscopus rotundator är en stekelart som beskrevs av Aubert 1989. Theroscopus rotundator ingår i släktet Theroscopus och familjen brokparasitsteklar. Inga underarter finns listade i Catalogue of Life.